# Truman Capote
Truman Streckfus Persons, mais conhecido como Truman Capote (Nova Orleans, 30 de setembro de 1924 — Los Angeles, 25 de agosto de 1984), foi um escritor, roteirista e dramaturgo norte-americano, escritor de vários contos, romances e peças teatrais, reconhecidas como clássicos literários, incluindo a novela Bonequinha de Luxo (1958). Foi o pioneiro do jornalismo literário com A Sangue Frio (1966), classificado por ele como um romance de não-ficção.
Capote teve uma infância perturbada pelo divórcio dos seus pais, uma longa separação de sua mãe e múltiplas migrações. Descobriu o seu interesse pela literatura aos 11 anos e pelo resto da sua infância aperfeiçoou suas habilidades literárias. Capote iniciou sua carreira profissional escrevendo contos. O sucesso crítico de um conto, Miriam (1945), atraiu a atenção do editor Benett Cerf, da Random House, e resultou em um contrato para escrever o romance Outras Vozes, Outros Lugares (1948). Capote ganhou grande parte de sua fama com A Sangue Frio, uma obra jornalística sobre o assassinato de uma família camponesa do Kansas na sua casa. Capote passou quatro anos escrevendo o livro, ajudado pela sua grande amiga Harper Lee, que escreveu O Sol é Para Todos (1960). Um marco na cultura popular, A Sangue Frio foi o ápice da carreira literária de Capote; foi o seu último livro completamente publicado em vida. Nos anos de 1970, ele manteve o status de celebridade aparecendo em talk shows.

## Juventude
Truman Capote nasceu Truman Streckfus Persons em Nova Orleans, Louisiana. Era filho de Archulus Persons (1897-1981), um comerciante vigarista, e sua jovem esposa Lillie Mae Faulk (1905-1954). Seus pais se divorciaram quando ele tinha quatro anos, e ele foi mandado para Monroeville, no Alabama, onde cresceu com seus parentes maternos. Uma criança solitária, Capote aprendeu sozinho a ler e escrever antes de entrar na primeira série. Era comum encontrá-lo, aos cinco anos, com um dicionário e um bloco de notas. Ele afirmou ter escrito um livro com nove anos de idade. Aos dez, ele submeteu seu conto Old Mr. Busybody a um concurso infantil patrocinado pela Mobile Press Register. Aos 11, começou a escrever durante três horas continuamente, todos os dias.
Em 1933, Truman mudou-se para Nova York, para viver com sua mãe e seu padrasto Joseph "Joe" Capote, um cubano que trabalhava no ramo têxtil, e que o adotou e o rebatizou de Truman García Capote. Em 1935, ele entrou para a Escola Trinity. Em 1939, os Capote mudam-se para Greenwich, Connecticut, e Truman estuda na Greenwich High School, onde escreve para os dois jornais literários da escola, "The Green Witch" e o jornal da instituição. De volta a Nova York em 1942, Truman se forma na Escola Dwight, uma instituição particular que hoje concede um prêmio anual que leva seu nome. Aos 17 anos, Truman finaliza sua educação formal e começa a trabalhar na The New Yorker.
Entre 1943 e 1946, Capote escreveu uma série de contos, incluindo A Mink of One's Own, Miriam, My Side of the Matter, Preacher's Legend, Shut a Final Door e The Walls are Cold. Essas histórias foram publicadas trimestralmente em revistas conhecidas como a Harper's Bazaar, The Atlantic Monthly, Mademoiselle e The New Yorker.

## Carreira literária

### Fase contista
Entre 1943 e 1946, Capote escreveu uma variedade de contos, incluindo Miriam, My Side of the Matter e Shut a Final Door (pelo qual ele ganhou o O. Henry Award, aos 24 anos). Os seus contos foram publicados tanto em publicações quinzenais quanto em revistas populares, incluindo The Atlantic Monthly, Harper’s Bazaar, Harper’s Magazine, Mademoiselle, The New Yorker, Prairie Schooner e Story. Em junho de 1945, Miriam foi publicado pela Mademoiselle e ganhou o prêmio de Best First-Published Story em 1946. Na primavera de 1946, Capote foi aceito na comunidade de artistas e escritores Yadoo, em Saratoga Springs, New York. Mais tarde ele aprovou Patricia Highsmith como uma candidata ao Yadoo, onde ela escreveu o romance Strangers on a Train.
Durante uma entrevista para a The Paris Review em 1957, Capote comentou suas técnicas contistas:
Visto que cada conto apresenta os seus próprios problemas técnicos, obviamente ninguém pode generalizá-los à lógica do dois mais dois são quatro. Achar a forma correta para o seu conto é simplesmente perceber o jeito mais natural de contar uma história. O teste de se o escritor definiu ou não a forma natural do seu conto é só isso: Depois de lê-lo, você pode imaginá-lo diferente, ou ele silencia a sua imaginação e parece para você completo e acabado? Como uma laranja, é algo completo. Como uma laranja é algo que a natureza simplesmente fez corretamente.
Para aproveitar o sucesso de Outras Vozes, Outros Lugares, a editora Random House, que publicou o romance, organizou A Tree of Night and Other Stories em 1949, incluindo, ao lado de Miriam, Shut a Final Door, primeiramente publicado na The Atlantic Monthly em agosto de 1947.

### Romance juvenil publicado postumamente
Em algum momento dos anos de 1940, Capote escreveu um romance ambientado em Nova York sobre o caso amoroso de uma socialite e um vigia de estacionamentos. Capote mais tarde afirmou que destruiu o manuscrito; mas vinte anos após a sua morte, em 2004, veio à luz a notícia de que o manuscrito foi recuperado da lixeira em 1950 por uma empregada doméstica em um apartamento em que Capote morou. O romance foi publicado em 2006 pela Random House sob o título de Summer Crossing.

### Livro de estreia,Outras Vozes, Outros Lugares
A publicação do seu primeiro conto, Miriam, atraiu a atenção do publicista Bennet Cerf, resultando num contrato com a Random House para escrever uma novela. Com um adiantamento de US$ 1 500, Capote retornou a Monroeville e iniciou Outras vozes, Outros Lugares, continuando a trabalhar no manuscrito em Nova Orleans, Saratoga Springs e Carolina do Norte, terminando-a em Nantucket, Massachusetts. Capote descreveu o conto simbólico como "uma explosão poética em emoção altamente suprimida". A novela é uma refração semi-autobiográfica de sua infância no Alabama.
Outras Vozes, Outros Lugares foi uma tentativa de exorcizar demônios, uma tentativa inconsciente e totalmente intuitiva, na qual eu não estava ciente, exceto em alguns incidentes e descrições, da existência de qualquer grau autobiográfico.
A história foca um adolescente de 13 anos Joel Knox, que perde a mãe. Joel é mandado para Nova Orleans, para viver com seu pai, que abandonou-o após seu nascimento. Chegando no Aterro do Skully, uma vasta e decadente mansão no Alabama rural, Joel conhece sua carrancuda madrasta Amy, o travesti pervertido Randolph Skully e a rebelde Idabel, uma garota que se torna sua amiga.

## Obra
O seu primeiro romance apresenta um mundo adolescente situado entre a realidade e a fantasia, e que literariamente pode incluir-se na tradição gótica do Sul dos Estados Unidos. Em 1958 obtém outro êxito com Breakfast at Tiffany's (Ao começo do dia ou Bonequinha de Luxo).
O seu grande sucesso é A Sangue Frio (In Cold Blood) (1966), obra com que inicia um gênero por ele denominado non-fiction novel (ou seja, romance-documento ou romance de não-ficção). Nela reconstrói minuciosamente um fato real (um crime feroz), a personalidade das vítimas e dos jovens assassinos. O livro é um penetrante estudo dos Estados Unidos do momento, com os seus contrastes, a tentação do delito, etc. A história deste livro é relatada no filme Capote, indicado a 5 Oscar. Capote nunca foi premiado pela obra, no entanto, a premiação foi do público em geral, pois sua obra lhe rendeu por volta de dois milhões de dólares e o tornou rico. Mas a história desse assassinato brutal foi sua última obra relevante.
Posteriormente publica Música para Camaleões. Escreve também guiões para filmes, como Beat the Devil e um musical para a Broadway, House of Flowers.

## Morte
Capote morreu aos 59 anos em Bel Air, Los Angeles, em 25 de agosto de 1984, de câncer de fígado. De acordo com o relatório do legista, a causa da morte foi “doença hepática complicada por flebite e múltipla intoxicação de drogas”. Ele morreu na casa de sua velha amiga Joanne Carson, ex-esposa do apresentador de televisão Johnny Carson, em cujo programa Capote foi um convidado frequente.
Capote foi cremado e os seus restos supostamente foram divididos entre Carson e o companheiro de longa data de Capote, o escritor Jack Dunphy (apesar de Dunphy afirmar que foi ele quem recebeu todas as cinzas). Carson disse que manteve as cinzas em uma urna no cômodo em que ele morreu. Essas supostas cinzas foram roubadas durante uma festa de Halloween em 1988 junto com US$ 200 mil em joias, mas foram devolvidas seis dias depois, encontradas sobre uma mangueira enrolada nos quintais da casa de Carson em Bel Air. As supostas cinzas foram novamente roubadas quando levadas para a produção da peça Tru, de 1989, escrita por Jay Presson Allen, apesar de o ladrão ter sido pego deixando o teatro. Carson comprou uma sepultura no Westwood Village Memorial Park Cemetery, em Los Angeles. De qualquer forma, não está claro se as cinzas foram realmente depositadas na sepultura que leva o nome de Capote. Em 2013, os produtores de uma versão de Bonequinha de Luxo para a Broadway ofereceram transportar Carson e as cinzas para o espetáculo. Carson rejeitou a oferta. Dunphy morreu em 1992, e em 1994, tanto as suas quanto as cinzas de Capote foram supostamente dispersas na Crooked Pond, entre Bridgehampton, Nova York e Sag Harbor, Nova York em Long Island, perto de Sagaponack, Nova York, onde os dois mantiveram uma propriedade com casas individuais por muitos anos. Crooked Pond foi escolhido devido ao fato de parte da herança de Dunphy e Capote ter sido doada para a The Nature Conservancy, que por sua vez foi usada para comprar 20 acres em torno de Crooked Pond em uma área agora chamada de Long Pond Greenbeld. Um marco de pedra indica o lugar onde as cinzas foram jogadas na lagoa.
Capote também tinha uma propriedade em Palm Springs, um condomínio na Suécia que foi ocupado basicamente por Dunphy em determinadas ocasiões, e uma residência principal no United Nations Plaza, em Nova York. O testamente de Capote determinava que após a morte de Dunphy, um fundo literário seria estabelecido, sustentado pelos direitos da sua obra, para financiar vários prêmios literários e bolsas de estudo, incluindo o Truman Capote Award for Literary Criticism, celebrando não somente a memória Capote mas também a de seu amigo Newton Arvin, o professor do Smith Colleg e crítico que perdeu o seu trabalho depois de ter a sua homossexualidade exposta. Dessa forma, o Truman Capote Literary Trust foi estabelecido em 1994, dois anos após a morte de Dunphy.

### Romances
- Outras Vozes, Outros Lugares (1948)
- Travessia de Verão - no original Summer Crossing (aproximadamente 1949 – publicado postumamente em 2006)
- A Harpa de Ervas e a Árvore da Noite e Outras Histórias - no original The Grass Harp (1951)
- A Sangue Frio - no original In cold blood (1965)
- Súplicas Atendidas - no original Answered Prayers (alguns capítulos em 1986 – e publicado incompleto postumamente)

### Contos
- Miriam (1945)
- Uma Casa de Flores (1950 – o primeiro capítulo foi publicado na Botteghe Oscure em 1950 e na Harper’s Bazaar em 1951)
- Carmen Therezinha Solbiati – So Chic (1955 – publicado na Vogue em 1956)
- Memória de Natal (1956 – publicado na Mademoiselle)
- (1964 – publicado na revista Seventeen)
- The Thankgsgiving Visitor (1968 – publicado como livro de presente)
- One Christmas (1983 – publicado como livro de presente)
- Mojave e La Cote Basque (1975 – publicados na Esquire)
- Unspoiled Monsters e Kate McCloud (1976 – publicados na Esquire)
- Música para Camaleões (1980)
- The Complete Stories of Truman Capote (2004 – antologia de vinte contos)

### Novelas
- Bonequinha de Luxo (1958)

### Ensaios
- Local Color (1950 – coleção de ensaios de viagem pela Europa)
- The Duke in His Domain (1957 – retrato de Marlon Brando, publicado na The New Yorker)
- A Capote Reader (1987 – edição abrangente contendo grande parte dos trabalhos menores de Capote, ficcionais e não-ficcionais)
- Os Cães Ladram - no original The dogs bark (1973 - Colectânea de artigos de viagens e rascunhos pessoais)

### Teatro
- The Grass Harp (1952 – adaptação do seu romance)
- House of Flowers (1954 – musical da Broadway)

### Roteiros
- Beat the Devil (1953)
- Terminal Station (1953 – apenas os diálogos)
- The Innocents (1960 – roteiro baseado em A Volta do Parafuso, de Henry James)
- Laura (1968)